# Kaskada
Kaskada (ukrainisch und russisch Каскада) ist ein Dorf in der ukrainischen Oblast Chmelnyzkyj mit etwa 1600 Einwohnern (2001).
Das erstmals 1439 schriftlich erwähnte Dorf mit einer Fläche von 4,295 km² liegt auf einer Höhe von 165 m am Ufer des Kaljus (Калюс), einem 64 km langen Nebenfluss des Dnister, 3 km südöstlich vom Gemeindezentrum Nowa Uschyzja und 82 km südsüdöstlich vom Oblastzentrum Chmelnyzkyj.
Durch das Dorf verläuft die Territorialstraße T–23–08.
Am 13. August 2015 wurde das Dorf ein Teil der neugegründeten Siedlungsgemeinde Nowa Uschyzja, bis dahin war es Teil der Siedlungsratsgemeinde Nowa Uschyzja (Новоушицька селищна рада/Nowouschyzka selyschtschna rada) im Norden des Rajons Nowa Uschyzja.
Am 17. Juli 2020 kam es im Zuge einer großen Rajonsreform zum Anschluss des Rajonsgebietes an den Rajon Kamjanez-Podilskyj.